# Rio Sirinhaém
Rio Sirinhaém är ett vattendrag i Brasilien.   Det ligger i kommunen Sirinhaém och delstaten Pernambuco, i den östra delen av landet, 1 600 km nordost om huvudstaden Brasília.
Omgivningarna runt Rio Sirinhaém är en mosaik av jordbruksmark och naturlig växtlighet.